# José Roberto Torero
José Roberto Torero Fernandes Júnior (Santos, 9 de outubro de 1963), conhecido como Torero, é um escritor, cineasta, roteirista e jornalista.

## Biografia
Formado em Letras e Jornalismo pela Universidade de São Paulo, é autor de 61 livros, como "O Chalaça", vencedor do Prêmio Jabuti de 1995, "Terra Papagalli", "Chapeuzinhos Coloridos", "As bibliotecas fantásticas" e "Uma história de futebol". Cursou, sem concluir, pós-graduação em Cinema e Roteiro.  
Além disso, escreveu roteiros para cinema e tevê, como em Retrato Falado para Rede Globo do Brasil. Trabalhou como roteirista em vários longas-metragens, entre eles Memórias Póstumas, Pelé Eterno, O Contador de Histórias e Pequeno Dicionário Amoroso.
No Jornal da Tarde, de São Paulo, em 1995, iniciou sua carreira de cronista e depois começou a escrever para revista Placar textos sobre futebol. Foi colunista de Esportes da Folha de S. Paulo de 1998 a 2012.
Foi sócio da livraria Realejo, em Santos, e apresentou por um ano o Programa Cantos Gerais, no Canal Brasil. 
Dirigiu as duas temporadas do programa de literatura Super Libris, do SescTV, e é responsável pela página "Diário do Bolso", no Facebook, que tem mais de 40 mil seguidores e já foi transformado em 4 livros. 

## Livros
- Contos de Sacisas
- Galantes Memórias e Admiráveis Aventuras do Virtuoso Conselheiro Gomes, o Chalaça
- Terra Papagalli (com Marcus Aurelius Pimenta)
- Santos, um time dos céus (com Marcus Aurelius Pimenta)
- Futebol é bom pra cachorro (com Marcus Aurelius Pimenta)
- Os cabeças-de-bagre também merecem o paraíso
- Ira - Xadrez, truco e outras guerras
- Os Vermes (com Marcus Aurelius Pimenta)
- Dicionário Santista, de A a Z, mas sem X
- Pequenos amores
- Zé cabala e outros filósofos do futebol
- Uma história de futebol
- Nuno descobre o Brasil (com Marcus Aurelius Pimenta)
- Naná descobre o céu (com Marcus Aurelius Pimenta)
- Nonô descobre o espelho (com Marcus Aurelius Pimenta)
- O pequeno rei e o parque real
- As primeiras histórias de Lelê
- O diário de Lelê
- Chapeuzinhos Coloridos (com Marcus Aurelius Pimenta)
- O contador de histórias (roteiro do filme homônimo)
- Pelé 70
- Copa do mundo - figurinhas e figurões (com Marcus Aurelius Pimenta)
- O Evangelho de Barrabás (com Marcus Aurelius Pimenta)
- O álbum da Catarina
- Branca de Neve e as sete versões (com Marcus Aurelius Pimenta)
- O Patinho feio que não era patinho nem feio (com Marcus Aurelius Pimenta)
- Os oito pares de sapatos de Cinderela (com Marcus Aurelius Pimenta)
- Os 33 porquinhos (com Marcus Aurelius Pimenta)
- Nove contra o 9 (com Marcus Aurelius Pimenta)
- Kubno e Velva - Dois Alienigenas Verdes Tentam Entender o Planeta Azul (com Marcus Aurelius Pimenta)
- Papis et Circenses
- Futebologia (digital)
- Os 12 trabalhos de Lelércules
- Entre Raios e Caranguejos  (com Marcus Aurelius Pimenta)
- Abecê da Liberdade  (com Marcus Aurelius Pimenta)
- As Belas Adormecidas (e algumas acordadas)  (com Marcus Aurelius Pimenta)
- Joões e Marias  (com Marcus Aurelius Pimenta)
- João e os pés de Feijão  (com Marcus Aurelius Pimenta)

## Filmografia

### Roteiros
- Amor!
- Morte
- Uma história de futebol
- Amassa que elas gostam
- Pequeno Dicionário Amoroso
- Um Homem Sério
- Como fazer um filme de amor[6]
- Memórias Póstumas
- O cantor de samba
- Oswaldo Cruz
- O casamento de Louise

### Direção (curtas)
- O Bolo (Felicidade É...)
- Morte
- A Alma do Negócio
- Amor!
- A Inútil Morte de S. Lira
- Nunc et Semper

### Direção (longas)
- Como fazer um filme de amor

### Direção (vídeos)
- Glauber Rocha - Quando o cinema virou samba
- O mundo cabe numa cadeira de barbeiro

### Teatro (texto)
- Sic transit gloria Dei
- Romeu e Julieta – Segunda parte (com Marcus Aurelius Pimenta)
- Omelete (com Marcus Aurelius Pimenta)

### Televisão (texto)
- Professor Planeta (ESPN Brasil), estrelado por Marcelo Tas.
- Retrato Falado (Fantástico – TV Globo), estrelado por Denise Fraga.
- Manual de Instruções (Fantástico – TV Globo), estrelado por Pedro Cardoso.

### Histórias em quadrinhos (texto)
- Diário do Bolso 1 - os 100 primeiros dias.
- Diário do Bolso 2 - os 200 segundos dias.
- Diário do Bolso 3 - 500 dias no quinto dos infernos.
- Diário do Bolso 4 - 666 dias com a besta.

## Prêmios recebidos
- O Chalaça
- Prêmio no Concurso Nascente, da Editora Abril e USP. (1992)
- Prêmio Aplub, categoria romance.  (1994)
- Prêmio Jabuti de Romance e Livro do Ano. (1995)
- Prêmio Paraná de Literatura com "Papis et Circenses".